# هاري ديكستر وايت
هاري ديكستر وايت (بالإنجليزية: Harry Dexter White)‏ (ولد في 9 أكتوبر عام 1892 وتوفي في 16 أغسطس عام 1948). كان مديرًا رسميًا للخزينة الأمريكية. بعمله جنبًا إلى جنب مع وزير المالية هنري مورغنتاو الابن، ساهم وايت في ضبط السياسة المالية الأمريكية تجاه حلفاء الحرب العالمية الثانية، بينما مرر في نفس الوقت أسرارًا عديدة إلى الاتحاد السوفييتي، والذي كان حليفًا للولايات المتحدة لجزء من الوقت، وخصمًا لها في أوقات أخرى.
كان المسؤول الأمريكي الرسمي في مؤتمر بريتون وودز عام 1944 الذي أسس النظام الاقتصادي بعد الحرب. أطبق سيطرته على المؤتمر وفرض نظرته حول السياسة المالية بعد الحرب على الرغم من الاعتراضات التي وجهها جون ماينارد كينز، الممثل البريطاني. ضمن بريتون وودز، كان وايت مخططًا رئيسيًا لكل من صندوق النقد الدولي والبنك الدولي.
اتّهم وايت في عام 1948 بالتجسس لصالح الاتحاد السوفييتي، وهو ما نفاه بعناد. على الرغم من عدم كونه عضوًا في الحزب الشيوعي، إلا وثائق من مكتب التحقيقات الفدرالي أثبتت لاحقته هويته كجاسوس سوفييتي عبر اعتراض وتفكيك شيفرة اتصالاته مع السوفيت تحت مسمّى «مشروع فينونا».

## خلفية
ولد هاري ديكستر وايت في 9 أكتوبر عام 1892 في بوسطن ماساتشوستس، وكان الطفل السابع لوالدين تعود أصولهما إلى يهود لتوانيا، جوزيف وايت وسارة ماجيليوسكي، اللذان استقرا في الولايات المتحدة عام 1885. في عام 1917، التحق وايت بالجيش الأمريكي، وكُلف برتبة ملازم وقضى خدمته في فرنسا دون قدرات قتالية خلال الحرب العالمية الأولى.
لم يبدأ بدراسته الجامعة حتى وصوله سن الثلاثين، بدايةً في جامعة كولومبيا ثم جامعة ستانفورد، حيث حصل على شهادته الأولى في الاقتصاد. نشرت دار نشر جامعة هارفارد أطروحته للدكتوراه عام 1933، تحت عنوان «الحسابات الفرنسية الدولية، 1880 – 1913». حصلت أطروحته للدكتوراه على جائزة ديفيد ويلز الممنوحة سنويًا من قسم الاقتصاد في جامعة هارفارد.

## مهنته
بعد إكماله دراسة الدكتوراه في الاقتصاد في جامعة هارفارد بعمر 35 عامًا، درّس وايت لثلاث سنوات ضمن جامعة لورانس في ويسكونسن.

### وزارة المالية
في عام 1934، عرض جيكوب فينر، وهو اقتصادي يعمل لدى وزارة المالية على وايت منصبًا في الوزارة، وهو ما وافق وايت عليه (حصل فينر على درجة شرفية من جامعة لورنس، حيث كان وايت يعمل قبل حصوله على منصبه في وزارة المالية عام 1941). أصبح وايت شخصًا ذا أهمية متزايد فيما يتعلق بالأمور المالية، وكان المستشار الأول لوزير المالية هنري مورغنثاو الابن، خصوصًا فيما يتعلق بالمسائل المالية الدولة التي تتعامل مع كل من الصين واليابان وأمريكا اللاتينية وبريطانيا. أُعجب وايت بالاتحاد السوفييتي. يقول المؤرخ سام تانهاوس تجسس وايت لصالحهم، «وايت، الذي أبدى تقلبات مزاجية مع الآخرين تتراوح بين التكبر والخوف وقدم بكل سرور مذكّراتٍ غايةً في الأهمية تتعلق بالسياسة المالية.. كما قدّم تقارير رفيعة المستوى تخص النقاشات المالية التي فضلها بايكوف (عميل من مديرية المخابرات الروسية) ورؤساؤه في موسكو.

### سياسة اليابان
في شهر نوفمبر من عام 1941، أرسل وايت مذكرة إلى مورغنثاو تداولتها وزارة الخارجية الأمريكية وأثرت عليها. دعا وايت إلى حل سلمي شامل للتوتر المتزايد بين الولايات المتحدة واليابان، داعيًا كلا الطرفين إلى تقديم تنازلات. نقل كل من لانجر وغليسون أن جميع اقتراحات وايت كانت قد كتبت من قبل الخارجية الأمريكية وأن المطلب الرئيسي لأمريكا كان قد صيغ طويلًا قبل وايت. كان هناك إلحاح على ضرورة انسحاب اليابان من الصين، وهو ما رفضته بدورها. خصلت النقاشات المعقدة بين الرتب العليا في حكومة الولايات المتحدة وحلفائها الرئيسيين بريطانيا والصين في أواخر شهر نوفمبر من عام 1941 بدون مداخلات أخرى من قبل وايت ومورغانثو. لم تُعرض اقتراحات وايت على اليابان أبدًا. جادل بعض المؤرخين بتلاعب وايت في أفكار كل من مورغانثو وروزفلت لتحريضه الحرب مع اليابان بهدف حماية جبهة ستالين الشرقية. يرفض المؤرخ اريك راخوي هذا النقاش، مدعيًا استناده إلى وثائق مزيفة.
بعد دخول الولايات المتحدة بالحرب في ديسمبر من عام 1941، وكّل الأمين العام مورغانثو وايت ليكون وسيطًا بين كل من وزارة المالية والخارجية الأمريكية فيما يخص جميع المسائل المتعلق بالعلاقات الدولية. كما عُين مسؤولًا عن صندوق استقرار الصرف. وصل وايت أخيرًا إلى منصب مسؤول عن المسائل الدولية لوزارة المالية خلال الحرب، مع وصوله إلى معلومات سريعة شاملة بخصوص الوضع الاقتصادي للولايات المتحدة وحلفائها في الحرب. مرر وايت العديد من الوثائق السرية إلى رجالٍ عرف بكونهم جواسيس للاتحاد السوفييتي.
آمن وايت بالدولية، ووجه طاقاته في سبيل إكمال طريق التحالف الكبير مع الاتحاد السوفييتي وفي تعزيز السلام عبر التجارة. آمن بأن المؤسسات القوية متعددة الأطراف قادرة على تجنب أخطاء معاهدة فرساي ومنع حصول كساد عالمي آخر. بون رئيسًا لمكتب الأبحاث المالية الممول ذاتيًا، كان وايت قادرًا على توظيف طاقم عمل دون رجوعه إلى قوانين الخدمة المدنية أو البحث في خلفية الطلبات. من المحتمل عدم معرفته بكون عدد من العاملين ليه كانوا جواسيس للاتحاد السوفييتي.

### خطة مورغانثو
وفقًا لابن هنري مورغانثو، كان وايت المخطط الرئيسي وراء خطة مورغنثاو، والتي صممت بهدف إضعاف القدرات العسكرية الألمانية بشكل دائم. اقترحت خطة مورغنثاو بعد الحرب كما كتبها وايت بإخراج الصناعة من ألمانيا ومحو قوتها العسكرية عبر تحويل البلاد إلى مجتمع زراعي، بهدف تدمير معظم الاقتصاد الألماني وشل قدرتها على البدء بحرب جديدة. هدف جزء من الخطة إلى تحويل ألمانيا «إلى مجتمع زراعي ورعوي بصورة رئيسية» قد وُقّع من قبل الرئيس فرانكلين روزفلت ورئيس الوزراء البريطاني ونستون تشرشل خلال مؤتمر كيبك الثاني في شهر سبتمبر من عام 1944. إلا أن شخصًا ما من العاملين في مكتب مه حق الوصول إلى تفاصيل الخطة، سرّبها إلى الصحافة، وقدّم وايت بنفسه نسخة مسبقة إلى المخابرات السوفيتية.
أجبرت احتجاجات عامة الرئيس روزفلت على التراجع جزئيًا بصورة علنية. استخدم كل من النازيين وجوزيف جيبلز خطة مورغنثاو كضربة دعائية يشجعون من خلالها القوات المسلحة والمدنيين على البدء بالقتال. لاحظ اللواء عمر برادلي، من بين الجميع، «إعادة إحياء شبه معجز للجيش الألماني». بقي مورغانثو في النهاية قادرًا على التأثير في سياسة الاحتلال الناتجة.

### مؤتمر بريتون وودز
كان وايت المسؤول الأمريكي الرسمي في مؤتمر بريتون وودز عام 1944، وأشارت التقارير إلى إطباق سيطرته على المؤتمر وفرض أفكاره على الرغم من الاعتراضات التي وجهها جون مينارد كينز، الممثل البريطاني. توصل عدد من الاقتصاديين والمؤرخين بأن كلًا من وايت والوفد الأمريكي كانوا على خطأ في تجاهلهم مقترحات كينز المبتكرة حول عملة دولية جديدة (البانكور) تتكون من احتياطيات النقد الأجنبي الذي تحتفظ به المصارف المركزية. جادل بين ستيل عام 2013 بأن الاختصاصيين كانوا موهومين منذ عام 1971 بأُطر عمل عام 1944. جادل إريك هيلاينر عام 2014 بأن الهدف الرئيسي للولايات المتحدة كان ترويج النمو الدولي بوصفه استثمارًا للسلام، لفتح العالم للواردات الرخيصة، وخلص أسواق جديدة للصادرات الأمريكية.

## روابط خارجية
- هاري ديكستر وايت على موقع مونزينجر (الألمانية)